# Alignement de Saint-Denec
L'alignement de Saint-Denec est un groupe de menhirs situés sur la commune de Porspoder, dans le département du Finistère en France.

## Historique
Le site est classé au titre des monuments historiques par arrêté du 27 décembre 1923. Jusqu'au début des années 1930, l'alignement comportait deux groupes constitués chacun d'un menhir debout et d'une pierre couchée au pied. 

## Description
Les deux menhirs dressés sont distants de 9,50 m et alignés sur un axe sud-ouest/nord-est. Tous les blocs sont en granite  de l'Aber-Ildut. La possibilité que les deux dalles couchées correspondent à deux anciens menhirs renversés est controversée
.
Le premier groupe ne comporte désormais plus que le menhir dressé, légèrement incliné. Il mesure 3,25 m de hauteur pour une largeur de 1,20 m et une épaisseur de 0,80 m à 1 m de la base. La dalle qui était couchée au sol a été détruite par le propriétaire du champ, malgré le classement, car elle gênait pour les travaux agricoles.
Le second groupe comprend un menhir (3,10 m de hauteur pour une largeur de 1 m et une épaisseur de 1,15 m à 1 m de la base) et une dalle couchée au sol. Celle-ci comporte deux sculptures très érodées représentant deux haches, le tranchant dirigé vers la droite. La première hache mesure 46 cm de hauteur, le manche est légèrement arqué, la lame mesure 24 cm et dispose d'un talon. La seconde hache est légèrement plus grande (plus de 50 cm), le manche est droit et la lame mesure plus de 20 cm avec un talon moins prononcé
.

## Annexe